# Forbidden Evil
Forbidden Evil è il primo album in studio del gruppo musicale statunitense Forbidden, pubblicato nel 1988 dalla Combat Records.
Il titolo deriva dal nome utilizzato in precedenza dalla band.

| Recensione   | Giudizio |
| ------------ | -------- |
| Metal Hammer | [ 4 ]    |
| AllMusic     | [ 5 ]    |

## Il disco
Il disco è stato prodotto da Doug Caldwell e John Cuniberti, quest'ultimo in quel periodo era anche il coproduttore e il batterista di Joe Satriani ed è stato edito dalla Combat, etichetta di settore che pubblicò i dischi d'esordio di alcune delle più famose band metal, tra cui Megadeth, Exodus e Death.
L'album viene considerato come uno dei più rappresentativi del thrash metal statunitense, esploso in quel periodo nella Bay Area, per via dell'elevato spessore tecnico dei musicisti e dell'aggressività delle composizioni. Si tratta anche del primo album registrato dal batterista Paul Bostaph che in seguito è entrato a far parte dei Testament e degli Slayer. Alla stesura delle canzoni Chalice Of Blood, Forbidden Evil e As Good As Dead ha partecipato anche Robert Flynn che lo stesso anno ha debuttato con i Vio-Lence ed in seguito ha fondato i Machine Head.
Il CD è stato ristampato dalla Century Media Records la prima volta nel 1999 ed in seguito, nel 2008, in versione rimasterizzata con l'aggiunta di quattro tracce live.

## Tracce
1. Chalice of Blood – 4:32 (Robert Flynn, Russ Anderson)
2. Off the Edge – 4:19 (Craig Locicero, Glen Alvelais, Russ Anderson)
3. Through Eyes of Glass – 6:26 (Craig Locicero, Glen Alvelais, Russ Anderson)
4. Forbidden Evil – 5:43 (Craig Locicero, Robert Flynn, Russ Anderson)
5. March into Fire – 5:14 (Craig Locicero, Russ Anderson)
6. Feel No Pain – 5:11 (Craig Locicero, Russ Anderson)
7. As Good as Dead – 4:17 (Craig Locicero, Robert Flynn, Russ Anderson)
8. Follow Me – 7:01 (Craig Locicero, Glen Alvelais, Russ Anderson)

Tracce bonus 2008
1. Feel No Pain (Live) – 4:50
2. As Good as Dead (Live) – 4:08
3. Through Eyes of Glass (Live) – 6:06
4. Chalice of Blood (Live) – 4:46

## Formazione
- Russ Anderson - voce
- Glen Alvelais - chitarra
- Craig Locicero - chitarra
- Matt Camacho - basso
- Paul Bostaph - batteria